# All-Party Parliamentary Group on Catalonia
All-Party Parliamentary Group on Catalonia és un grup de discussió sobre Catalunya i el procés independentista català format per diferents diputats del Parlament del Regne Unit. El grup es va crear oficialment el 14 de març de 2017 en un acte en el qual Raül Romeva, conseller d'Afers Exteriors del Govern de Catalunya, hi va pronunciar una conferència sobre els procés independentista. En aquest acte, que va tenir lloc a la Committee Room de la Cambra els Comuns, Romeva va estar acompanyat del delegat del Govern al Regne Unit i Irlanda, Sergi Marcén, i hi van assistir diputats, representants de think tank, acadèmics i membres del cos diplomàtic.
El grup està format per 21 diputats dels 6 principals grups parlamentaris amb presència al parlament. En concret són: Christopher Bambery, portaveu; George Kerevan, Douglas Chapman, Martin Docherty-Hughes, Margaret Ferrier, Chris Law i Tommy Sheppard, del Partit Nacional Escocès; Lord Jones of Cheltenham, Lord Rennard i Baroness Garden of Frognal dels Liberal Demòcrates; Lord Wigley i Hywel Williams del Plaid Cymru; David Amess i Pauline Latham del Partit Conservador; Roger Godsiff i Chris Bryant del Partit Laborista; Mark Durkin i Margaret Ritchie del Partit Socialdemòcrata i Laborista; i Natalie McGarry, independent.